# Tunes of War
Tunes of War je sedmé studiové album německé metalové kapely Grave Digger.

## Seznam písní
Všechny písně jsou zkomponovány kapelou Grave Digger.
1. "The Brave (Intro)" - 2:23
2. "Scotland United" - 4:35
3. "The Dark Of The Sun" - 4:33
4. "William Wallace (Braveheart)" - 5:01
5. "The Bruce (The Lion King)" - 6:58
6. "The Battle Of Flodden" - 4:06
7. "The Ballad Of Mary (Queen Of Scots)" - 5:00
8. "The Truth" - 3:50
9. "Cry For Freedom (James The VI)" - 3:17
10. "Killing Time" - 2:53
11. "Rebellion (The Clans Are Marching)" - 4:05
12. "Culloden Muir" - 4:08
13. "The Fall of The Brave (Outro)" - 1:56

Digipacková verze taky obsahuje:
1. "Heavy Metal Breakdown" (Boltendahl)
2. "Witchhunter" (Boltendahl)
3. "Headbanging Man" (Boltendahl)

## Sestava

### Složení členů na tomto albu
- Chris Boltendahl - Zpěv
- Uwe Lulis - Kytara
- Tomi Göttlich - Basová kytara
- Stefan Arnold - bicí